# Никольцев, Владимир Александрович
Владимир Александрович Никольцев — российский учёный, специалист в области разработки бортовой и корабельной вычислительной техники для противокорабельных ракет, в 1992—2005 гг. генеральный директор ЦНИИ «Гранит».
Родился во Владивостоке 23 ноября 1939 года.
Окончил Ленинградский институт точной механики и оптики по специальности «Математические и счетно-решающие приборы» (1962).
С 1963 года работал в Центральном научно-исследовательском институте «Гранит»: инженер, старший инженер (1963), заместитель главного конструктора, главный конструктора (1967), начальник лаборатории (1969), начальник отделения надежности и испытаний (1980), заместитель главного инженера ЛНПО «Гранит» (головной организации) — главный технолог ЛНПО «Гранит» (1984), главный инженер ЛНПО «Гранит» и ЦНИИ «Гранит» — заместитель директора по научной работе (12.12.1985 — 30.09.1992), первый заместитель директора (1992), директор (1992). С 1995 по 2005 год генеральный директор.
Кандидат технических наук (1975).
Специалист в области создания систем управления динамическими подвижными объектами. Был заместителем главного конструктора системы управления ударного противокорабельного ракетного комплекса «Базальт», главным конструктором БЦВС ударного противокорабельного ракетного комплекса «Гранит», руководил созданием систем управления ПКР типа «Яхонт».
В период его руководства институт заключил и успешно исполнил ряд контрактов на поставку радиоэлектронного вооружения для кораблей ВМС Индии, Вьетнама, Алжира.
Использовал технологии двойного применения разработок института для создания природоохранных комплексов экологического контроля окружающей среды и компьютерных систем медицинской диагностики.
Автор более 70 научных трудов и изобретений.
Действительный член Международной академии информатизации (1995).
Лауреат премии Правительства Российской Федерации в области науки и техники (1996).
Награжден орденами «Знак Почета» (1976), Трудового Красного Знамени (1984), медалью «300 лет Российскому Флоту» (1996).
Скончался 28 апреля 2022 года